# Albert Gaubier
Albert Gaubier (13 de septiembre de 1908 - 1 de diciembre de 1990) fue un director, bailarín y coreógrafo polaco-sueco.

## Biografía
Nacido en Varsovia, desde un principio Gaubier quería ser bailarín, por lo que se formó como tal en su ciudad natal. Más adelante fue a Montecarlo, donde obtuvo empleo en la compañía de Ballets Rusos de Serguéi Diáguilev. Después fue maestro de ballet en varios teatros de ópera de Europa. Gaubier encontró un santuario en Dinamarca, estableciéndose en Copenhague en 1932. Allí fundó una escuela de teatro musical y creó su propio corps de ballet, el ballet Gaubier. Federico IX de Dinamarca fue un gran admirador de Gaubier, siendo mecenas de su escuela en 1939.
A causa de la persecución judía durante la Segunda Guerra Mundial, Gaubier hubo de huir a Suecia. Contratado por Oscar Winge para trabajar en el Hippodromen de Malmö, conoció a Nils Poppe mientras participaba en la revista Guldgubbar. La colaboración con Poppe abarcó doce largometrajes y producciones teatrales. A principios de los años 1960 ambos dirigieron el Södra Teatern de Malmö, en el cual llevaron a escena elegantes espectáculos de revista.
Albert Gaubier falleció en Alicante, España, en el año 1990.

## Filmografía

### Actor
- 1945 : Blåjackor
- 1946 : I dödens väntrum
- 1947 : Tappa inte sugen
- 1972 : Oh, mein Poppe!

### Director
- 1984 : Två man om en änka (TV)
- 1985 : Lilla helgonet (TV)

### Coreógrafo
- 1945 : Sten Stensson kommer till stan
- 1947 : Tappa inte sugen
- 1952 : Flyg-Bom
- 1955 : Stampen
- 1992 : Blomman från Hawaii (TV)

## Teatro

### Director
- 1958 : Das Feuerwerk, de Erik Charell, Jürg Amstein y Paul Burkhard, adaptación de Britt G. Hallqvist, Norrköping-Linköping stadsteater; dirigida junto a John Zacharias
- 1959 : Where's Charley?, de George Abbott y Frank Loesser, Intiman
- 1969 : Den glade soldaten Bom, de Carl Otto Bergkvist, Fredriksdalsteatern[1]

### Coreógrafo
- 1948 : La posada del Caballito Blanco, de Hans Müller y Ralph Benatzky, adaptación de Kar de Mumma y Karl-Ewert Christenson, dirección de Max Hansen, Teatro Oscar[2]
- 1952 : Me and my girl, de L Arthur Rose y Noel Gay, adaptación de Gardar Sahlberg, dirección de Nils Poppe, Norrköping-Linköping stadsteater
- 1954 : Popperetten Bom, de Adolf Schütz, Paul Baudisch, Jules Sylvain y Gösta Rybrant, dirección de Nils Poppe, Vasateatern[3]
- 1955 : Boys in Blue, de Lajos Lajtai y Lauri Wylie, dirección de John Zacharias, Norrköping-Linköping stadsteater
- 1956 : La posada del Caballito Blanco, de Hans Müller y Ralph Benatzky, adaptación de Kar de Mumma y Karl-Ewert Christenson, dirección de John Zacharias, Norrköping-Linköping stadsteater
- 1958 : Spetsbyxor, de P.A. Henriksson, dirección de Nils Poppe, Idéonteatern
- 1959 : Where’s Charley, de George Abbott y Frank Loesser, adaptación de Esse Björkman, dirección de Lars-Erik Liedholm, Norrköping-Linköping stadsteater
- 1970 : Me and My Girl, de L. Arthur Rose y Noel Gay, adaptación de Carl Otto Bergkvist, Gardar Sahlberg y Arne Wahlberg, dirección de Martin Söderhjelm, Fredriksdalsteatern[4]